# 10 kilomètres masculin aux Jeux olympiques d'été de 2012
Pour un article plus général, voir Natation aux Jeux olympiques d'été de 2012.
Navigation
Pékin 2008 Rio de Janeiro 2016
L'épreuve de 10 km hommes des Jeux olympiques d'été de 2012 a eu lieu le 10 août dans la Serpentine, étang de Hyde Park à Londres.

## Qualification
Pour participer à cette épreuve, il fallait être soit dans les dix premiers de l'épreuve masculine de 10 km aux Championnats du monde de natation 2011 soit dans les neuf premiers de l'épreuve qualificative FINA de Marathon de Natation 2012 pour les Jeux olympiques. En outre, un représentant de chaque continent, soit cinq nageurs, sont qualifiés en fonction de leur classement lors de cette épreuve. Enfin, un représentant du pays hôte (Grande-Bretagne) est qualifié s'il ne s'est pas qualifié par d'autres moyens.

## Médaillés
| Or                     | Argent            | Bronze                   |
| Oussama Mellouli (TUN) | Thomas Lurz (GER) | Richard Weinberger (CAN) |

## Résultats

### Finale (10 août, 12 h 00)
| Rang | Nageur                    | Pays            | Temps             | Écart          | Notes         |
| ---- | ------------------------- | --------------- | ----------------- | -------------- | ------------- |
| 1    | Oussama Mellouli          | Tunisie         | 1 h 49 min 55 s 1 |                | RO            |
| 2    | Thomas Lurz               | Allemagne       | 1 h 49 min 58 s 5 | +3 s 4         |               |
| 3    | Richard Weinberger        | Canada          | 1 h 50 min 00 s 3 | +5 s 2         |               |
| 4    | Spyridon Gianniotis       | Grèce           | 1 h 50 min 05 s 3 | +10 s 2        |               |
| 5    | Daniel Fogg               | Grande-Bretagne | 1 h 50 min 37 s 3 | +42 s 2        |               |
| 6    | Sergueï Bolchakov         | Russie          | 1 h 50 min 40 s 1 | +45 s 0        |               |
| 7    | Vladimir Dyatchin         | Russie          | 1 h 50 min 42 s 8 | +47 s 7        |               |
| 8    | Andreas Waschburger       | Allemagne       | 1 h 50 min 44 s 4 | +49 s 3        | Avertissement |
| 9    | Petar Stoychev            | Bulgarie        | 1 h 50 min 46 s 2 | +51 s 1        |               |
| 10   | Alex Meyer                | États-Unis      | 1 h 50 min 48 s 2 | +53 s 1        |               |
| 11   | Julien Sauvage            | France          | 1 h 50 min 51 s 3 | +56 s 2        |               |
| 12   | Hercules Troyden Prinsloo | Afrique du Sud  | 1 h 50 min 52 s 9 | +57 s 8        | Avertissement |
| 13   | Erwin Maldonado           | Venezuela       | 1 h 50 min 52 s 9 | +57 s 8        |               |
| 14   | Igor Chervynskiy          | Ukraine         | 1 h 50 min 56 s 9 | +1 min 01 s 8  |               |
| 15   | Yasunari Hirai            | Japon           | 1 h 51 min 20 s 1 | +1 min 25 s 0  | Avertissement |
| 16   | Brian Ryckeman            | Belgique        | 1 h 51 min 27 s 1 | +1 min 32 s 0  |               |
| 17   | Valerio Cleri             | Italie          | 1 h 51 min 29 s 5 | +1 min 34 s 4  |               |
| 18   | Csaba Gercsák             | Hongrie         | 1 h 51 min 30 s 9 | +1 min 35 s 8  |               |
| 19   | Arseniy Lavrentyev        | Portugal        | 1 h 51 min 37 s 2 | +1 min 42 s 1  |               |
| 20   | Ky Hurst                  | Australie       | 1 h 51 min 41 s 3 | +1 min 46 s 2  |               |
| 21   | Ivan Enderica             | Équateur        | 1 h 52 min 28 s 6 | +2 min 33 s 5  |               |
| 22   | Yuri Kudinov              | Kazakhstan      | 1 h 52 min 59 s 0 | +3 min 03 s 9  |               |
| 23   | Francisco Hervás          | Espagne         | 1 h 53 min 27 s 8 | +3 min 32 s 7  |               |
| 24   | Mazen Metwaly             | Égypte          | 1 h 54 min 33 s 2 | +4 min 38 s 1  | Avertissement |
| 25   | Benjamin Schulte          | Guam            | 2 h 03 min 35 s 1 | +13 min 40 s 0 |               |